# Galileo+
『Galileo+』（ガリレオプラス）は、フジテレビ系月9ドラマ『ガリレオ』、東宝系映画『容疑者Xの献身』・『真夏の方程式』で使用された楽曲のコンピレーション・アルバム。2013年6月26日にユニバーサルミュージックから発売された。制作はユニバーサルJ。

## 解説
本作は、ドラマ『ガリレオ』が日本国内の他に台湾・韓国・香港等のアジアや北米・欧州等世界70カ国以上で放送されるのに伴い、KOH+に加えて韓国からHARA・GYURI（KARA）が「HARA+」・「GYURI+」として、中華圏から台湾の歌手A-Lin（アリン）が「A-Lin+」として参加した楽曲も収録されている。福山もテーマ曲を「vs.2013 〜知覚と快楽の螺旋〜」としてリテイクしている。
先行で音楽配信していた楽曲「恋の魔力」・「vs.2013 〜知覚と快楽の螺旋〜」は、本作で初CD化された。
初回限定盤はKOH+、HARA+、A-Lin+それぞれのバージョンの「恋の魔力」Music Clipが収録されたDVD付で、バージョン違いのディスクジャケットとなるスリーヴケース付の商品仕様となっている。
アルバム発売直前には、ドラマとの関連性を紐解く福山へのインタビュー特番『福山雅治、ドラマ「ガリレオ」と音楽「Galileo＋」』が、2013年6月18日から6月21日までの4夜連続で放送された。
福山雅治による全曲リマスタリングが施されていると一部記事では説明されていたが実際にクレジットされているのは本職のマスタリングエンジニアである。

## 収録曲

### CD
- 全て、作詞（インストゥルメンタル除く）・作曲：福山雅治、編曲：福山雅治 / 井上鑑
- 韓国語バージョンは全て、韓国語歌詞：Hoody.H

1. vs.2013 〜知覚と快楽の螺旋〜 / Masaharu Fukuyama
ドラマ『ガリレオ』（2013年版）・土曜プレミアム『ガリレオ XX（ダブルエックス） 内海薫 最後の事件 愚弄ぶ（もてあそぶ）』テーマ曲。映画『真夏の方程式』エンディングテーマ。インストゥルメンタル楽曲。
2. 恋の魔力 / KOH+
ドラマ『ガリレオ』（2013年版）主題歌。
前作までは内海薫を意識して楽曲を作ったが、今回は岸谷美砂のイメージも込めて作ったという[7]。
3. KISSして / KOH+
2007年11月21日に発売されたシングル曲。ドラマ『ガリレオ』（2007年版）主題歌。
柴咲コウのベスト・アルバム『Single Best』にも収録されている。
本作には新たなミックスで収録されている。
4. 最愛 / KOH+
2008年10月1日に発売されたシングル曲。映画『容疑者Xの献身』主題歌。
表記はないがシングルバージョンではなく柴咲のバラードベストアルバム『Love&Ballad Selection』にて発表されていた「最愛 (Long Ver.)」が収録されている。
柴咲のベストアルバム『KO SHIBASAKI ALL TIME BEST 詩』にもこのバージョンが収録されている。
5. 覚醒モーメント / Masaharu Fukuyama
シリーズの劇中歌として使用されたインストゥルメンタル楽曲。
2007年に発売された『ガリレオ オリジナル・サウンドトラック』にも収録されている。
本作には新たなミックスで収録されている。
6. 사랑의 마법（恋の魔力） /  HARA+
「恋の魔力」の韓国語バージョン。コーラスが追加されている。
7. 키스해줘（KISSして） / GYURI+
「KISSして」の韓国語バージョン。現地クリエイターが手掛けたリミックス音源が使用されている[6]。
8. 가장 사랑해（最愛） / GYURI+
「最愛」の韓国語バージョン。現地クリエイターが手掛けたリミックス音源が使用されている[6]。
9. 99 / Masaharu Fukuyama
映画『容疑者Xの献身』劇中歌として使用されたインストゥルメンタル楽曲。
福山のアルバム『残響』初回限定盤、ベスト・アルバム『THE BEST BANG!!』初回限定盤にも収録されている。
本作には新たなミックスで収録されている。
10. 戀愛魔力（恋の魔力） / A-Lin+
（中文詞：徐世珍）
「恋の魔力」の中国語バージョン。A-Lin+の声質に合わせてキーが変更されている。
11. 親一個吧（KISSして） / A-Lin+
（中文詞：Abbie Yang）
「KISSして」の中国語バージョン。現地クリエイターが手掛けたリミックス音源が使用されている[6]。
12. 最懂你的人（最愛） / A-Lin+
（中文詞：周煒傑）
「最愛」の中国語バージョン。現地クリエイターが手掛けたリミックス音源が使用されている[6]。
13. vs.〜知覚と快楽の螺旋〜 / Masaharu Fukuyama
ドラマ『ガリレオ』（2007年版）・土曜プレミアム『ガリレオΦ（エピソードゼロ）』テーマ曲。インストゥルメンタル楽曲。
2007年に発売された『ガリレオ オリジナル・サウンドトラック』にも収録されている。
本作には新たなミックスで収録されている。
14. KISSして / Masaharu Fukuyama
福山のセルフカバー。シングル「化身」、ベスト・アルバム『THE BEST BANG!!』にも収録されている。
本作には新たなミックスで収録されている。
15. 最愛 / Masaharu Fukuyama
福山のセルフカバー。アルバム『残響』、ベスト・アルバム『THE BEST BANG!!』にも収録されており、東芝液晶テレビ「REGZA」CMソングに起用されていた（2009年）。
本作には新たなミックスで収録されている。

### DVD（初回限定盤）
- 恋の魔力 / KOH+ Music Clip
- 사랑의 마법（恋の魔力) / HARA+ Music Clip
- 戀愛魔力（恋の魔力） / A-Lin+ Music Clip

## 演奏
- 福山雅治
  - Guitar (#1-14)
  - Chorus (#3.4.8)
  - Vocal (#1.14.15)
  - Blues Harp (#1.14)
  - Drums (#5.13)
  - Bass (#9)
- 柴咲コウ：Vocal (#2.3.4)
- HARA：Vocal (#6)
- GYURI：Vocal (#7.8)
- A-Lin：Vocal (#10.11.12)
- 井上鑑：Keyboards (全曲)
- 小倉博和：Guitar (#1.9.14)
- 山木秀夫：Drums (#1.2.4.6.8.9.10.12.14)
- 高水健司：Bass (#2.6.10)
- 小田原豊：Drums (#3.7.11)
- 美久月千晴：Bass (#1.3.5.7.9.11.13.14)
- 石成正人：Guitar (#4.8.12)
- 山本裕康：Cello (#4.8.12)
- 古川展生：Cello (#3.4.7.8.11.12)
- 毛利泰士：Programming (#3.4.5.7.8.9.11.12)
- 金原千恵子ストリングス：Strings (#4.8.12)
- KIM HYEONA：Background Vocals (#6)
- 山本拓夫
  - Tenor Saxophone (#5.13)
  - Baritone Saxophone (#9)
- 西村浩二：Trumpet (#5.13)
- 村田陽一：Trombone (#5.13)